# Бурим Віталій Олексійович
Віталій Олексійович Бурим (12 червня 1983, м. Конотоп, Сумська область — 26 лютого 2022) — український військовослужбовець, майстер-сержант Державної прикордонної служби України, учасник російсько-української війни. Кавалер ордена «За мужність» III ступеня (2022, посмертно).

## Життєпис
Віталій Бурим народився 12 червня 1983 року в місті Конотопі, нині Конотопської громади Конотопського району Сумської области України.
Навчався у Конотопській спеціалізованій  школі № 3. Закінчив Роменський сільськогосподарський технікум (спеціальність — механік сільськогосподарської техніки).
У 2000—2002 роках проходив строкову службу у Збройних силах України. Потім підписав контракт із Державною прикордонною службою України. Служив у Сумському прикордонному загоні (застава Стара Гута).
Під час повномасштабного російського вторгнення в Україну брав участь в боях за Чернігів. Загинув 26 лютого 2022 року.

## Нагороди
- орден «За мужність» III ступеня (28 лютого 2022, посмертно) — за особисту мужність і самовіддані дії, виявлені у захисті державного суверенітету та територіальної цілісності України, вірність військовій присязі[1]